# Parti authenticité et modernité
Pour les articles homonymes, voir PAM.
Le Parti authenticité et modernité (en berbère : ⴰⵎⵓⵍⵍⵉ ⵏ ⵜⵣⵖⵕⵜ ⴷ ⵜⵎⴰⵜⵔⴰⵔⵜ et en arabe : حزب الأصالة والمعاصرة, abrégé en PAM) est un parti politique marocain de centre gauche,,, créé le 7 août 2008 par Fouad Ali El Himma. Composé à l'origine de certains proches du roi,, le but du PAM était de dynamiser la vie politique marocaine et d’être une alternative à la montée en puissance des islamistes du PJD.
Ce positionnement politique a été révisé après l'arrivée au secrétariat général d'Abdellatif Ouahbi, ex-militant de gauche, qui a affiché sa prise de distance avec l'Administration et initié un rapprochement avec le PJD.
Il est dirigé depuis 2024, par Fatima Ezzahra El Mansouri, coordinatrice de la présidence collégiale tricéphale,,.

## Histoire

### Origines
Ce parti a été initié par le groupe parlementaire indépendant « Authenticité et modernité », dont les membres avaient été élus lors des élections législatives marocaines du 7 septembre 2007 dans la province de Rehamna (Fouad Ali El Himma, Hamid Narjis et Fatiha Layadi).
Il est le fruit de la fusion de cinq partis politiques marocains, à savoir: le Parti national-démocrate, devenu le Parti démocrate-national ;le Parti Al Ahd, devenu le Parti Al Ahd Addimocrat ; le Parti de l'environnement et du développement, devenu le Parti de l'environnement et du développement durable ; l'Alliance des libertés ; l'Initiative citoyenne pour le développement.
Le PAM était considéré comme le « parti du roi » face aux islamistes du PJD, plus réformistes. Fondé par Fouad Ali El-Himma, le conseiller le plus proche de Mohammed VI, le parti regroupe essentiellement des notables aisés capables de financer une campagne électorale, dont notamment le milliardaire Faouzi Chaabi (deuxième plus grosse fortune du Maroc après le roi).
La création de ce parti intervient aussi dans le cadre d'une initiative politique baptisée « Mouvement pour tous les démocrates » lancée par plusieurs personnalités politiques, parmi lesquels Khadija Rouissi, Ilyas Elomari et Fouad Ali El Himma, qui était notamment ancien ministre marocain délégué à l'Intérieur.
Le PAM réunit également quelques anciens prisonniers politiques et opposants du roi Hassan II.
En février 2020, le PAM élit un nouveau secrétaire général, Abdellatif Ouahbi, figure de proue d'un courant réformiste au sein du parti, dénommé le « courant de l’avenir », qui défend une prise de distance avec l’État, l'ouverture à toutes les alliances possibles (notamment avec le PJD) et davantage de démocratie en interne.

### Communales de 2009
Lors des élections communales du 1er juin 2009 le parti a remporté 6 015 sièges sur 27 795 circonscriptions électorales (21,7 % des voix) le plaçant ainsi en première place devant le Parti de l'Istiqlal (droite conservatrice, 19,1 % des voix) et du Rassemblement national des indépendants (14,8 % des voix), qui font tous deux partie de la majorité gouvernementale.

### Législatives de 2011
Les élections législatives de 2011 au Maroc ont lieu le 25 novembre 2011, à la suite d'un référendum constitutionnel le 1er juillet de la même année qui a débouché sur une réforme de la Constitution.
Le Parti de la justice et du développement les a remportées avec 27,08 % des suffrages exprimés, ce qui lui permet d'avoir 107 sièges sur 395 au parlement.
Le Parti Authenticité et Modernité arrive quatrième, il obtient 11,90 % des suffrages exprimés ce qui lui permet d'avoir 47 sièges au parlement.

### Communales de 2015
Le PAM arrive premier en nombre de sièges aux élections communales de 2015 avec 21 % des sièges, suivi de l'Istiqlal (16,2 %) puis du PJD (15,9 %). Cependant le PAM obtient de faibles scores en ville et obtient la plupart de ses voix dans les campagnes grâce aux notables ruraux. Le PJD remporte ainsi les grandes métropoles du pays comme Rabat, Salé, Tanger, Kénitra, Meknès, Marrakech, Agadir et Fès. La plupart des commentateurs marocains et internationaux estiment que le vrai grand gagnant de ces élections est le PJD,,,, surtout si l'on se réfère au nombre de voix obtenues et sa progression urbaine,.

## Organisation du parti

### Composition du bureau politique en février 2024
- Fatima Zahra Mansouri, Mohamed Mehdi Bensaïd et Salaheddine Aboulghali : direction collégiale tricéphale.
- Najwa Koukouss : présidente du Conseil national.

### Congrès de 2020
Lors du congrès, Abdellatif Ouahbi est élu secrétaire général du Parti Authenticité et Modernité.

### Congrès de 2018
Lors du congrès, Hakim Benchamach est élu secrétaire général du Parti Authenticité et Modernité.

### Congrès 2016
Lors du Congrès 2016, Ilyas El Omari est élu secrétaire général du parti,,. Il est le seul candidat.

### Composition du premier bureau politique
- Mustapha Bakkoury : ex-secrétaire général.
- Ilyas El Omari : ex-vice-secrétaire général.
- Hakim Benchamach : ex-président du Conseil national.
- Khadija Rouissi, membre du bureau politique.
- Souhaila Rikki, membre du bureau politique.
- Aziz Benazouz, membre du bureau politique.
- Fatima-Zahra Mansouri : membre du bureau politique.
- Nadia Elaloui, membre du bureau politique.
- Fatiha Elayadi, membre du bureau politique.
- Milouda Hazib, membre du bureau politique.
- Maria Sedrati, membre du bureau politique.
- Rajaa Azami, membre du bureau politique.
- Hayat Bouffarrachen, membre du bureau politique.
- Ahmed Etouhami, membre du bureau politique.
- Elarbi Elmaharchi, membre du bureau politique.
- Mohammed Ghiat, membre du bureau politique.
- Mohammed Boudra, membre du bureau politique.
- Mouhammed Maazouz, membre du bureau politique.
- Fouad El Omari, membre du bureau politique.
- Abdrahim Atmoun, membre du bureau politique.
- Salaheddine Abou-Elghali, membre du bureau politique.
- Ali Belhaj, membre du bureau politique.
- Mohammed Benhammou, membre du bureau politique.
- Mohammed Elasri, membre du bureau politique.
- Ahmed Makhechani, membre du bureau politique.
- Rachid Tamek, membre du bureau politique.

## Position du parti sur les libertés, les droits des femmes et la question amazighe
Le Parti Authenticité et Modernité (PAM) déclare adopter une vision démocratique globale qui renforce la diversité culturelle et place les questions de libertés et de droits des femmes au cœur de ses orientations. Le PAM soutient l'autonomisation des femmes et leur participation à la vie publique, considérant que la promotion de l'égalité contribue au développement social global.
En ce qui concerne la question amazighe, le parti exprime son engagement à renforcer l'identité amazighe au Maroc. Le mouvement "Agraw pour l'amazighité", supervisé par Rachid Bouhaddouz, a été fondé dans le cadre d'une initiative visant à mettre en œuvre la reconnaissance constitutionnelle de la langue amazighe et à promouvoir son rôle dans les domaines gouvernementaux, éducatifs et médiatiques. Le comité amazigh a également établi un programme de travail ambitieux pour soutenir l'amazighité dans la politique nationale, y compris la demande d'utilisation de la langue amazighe dans les institutions officielles et l'espace public,,.
Récemment, le PAM a mis en place une commission amazighe, présidée par Rachid Bouhaddouz, afin de renforcer l'engagement du parti pour l'amazighité. Cette commission a pour objectif de promouvoir l'usage de la langue amazighe dans les institutions publiques et de garantir son intégration dans les politiques nationales liées à la diversité culturelle et à l'égalité.
Par ces initiatives, le PAM cherche à réaliser l'égalité culturelle et la reconnaissance de l'identité amazighe comme un élément essentiel de l'identité nationale, dans le cadre de sa vision de bâtir une société démocratique et multiculturelle.

## Crises, dissensions et exclusions

### Dissensions et exclusions
- En 2008, Abdellah Kadiri, secrétaire du Parti démocrate national s'est retiré après que le parti ait refusé de présenter son bras droit aux législatives.
- Najib Ouazzani, secrétaire général de l'ex-Parti al ahd, qui avait fusionné dans le PAM.
- Ahmed Alami, ancien ministre de la Santé du gouvernement Abdellatif Filali en 1995, secrétaire général du Parti de l'environnement et du développement durable.
- Ahmed Hilal, élu maire de Meknès en juin 2009 et ancien membre de l'Istiqlal est exclu du PAM juste après son élection en juin 2009.

### Crise de 2019
En 2019 le parti traverse une crise. En effet le secretaire général Hakim Benchamach expulse plusieurs cadres. Il a ainsi expulsé neuf des douze coordinateurs et secrétaires généraux régionaux dont Aziz Benazzouz, et prend plusieurs décisions contestées au sein du parti.
En mai 2019, Abdellatif Ouahbi, membre du Bureau politique, crée le groupe « l’appel pour l’avenir » qui veut réunir les « jeunes » de la formation politique,. En juin 2019, ce groupe saisit la justice pour faire appel aux décisions prises par le secretaire général du parti, et, le 3 juin, a déposé une plainte auprès du tribunal de première instance de Rabat. Le groupe souhaite également soumettre une demande d’organisation d’une session extraordinaire du conseil à Fatima Zahra Mansouri, présidente du Conseil national du PAM. Une session voulue alors par 33 des 64 membres du Bureau fédéral.

### Affaire Bioui-Naciri
En décembre 2023, deux membres du parti sont impliqués dans une affaire de trafic international de drogue. Il s'agit du président du Wydad de Casablanca, Saïd Naciri, et le président du Conseil de la région de l’Oriental, Abdenbi Bioui. Ils sont inculpés et placés en détention sur ordre du juge d’instruction auprès de la cour d’appel de Casablanca.

## Résultats électoraux

### Élections législatives
| Année | Résultat  | Résultat | Rang | Sièges    | Gouvernement |
| Année | Voix      | %        | Rang | Sièges    | Gouvernement |
| ----- | --------- | -------- | ---- | --------- | ------------ |
| 2011  | 524 386   | 11,90    | 4e   | 47 / 395  | Opposition   |
| 2016  | 1 216 552 | 25,82    | 2e   | 102 / 395 | Opposition   |
| 2021  |           |          | 2e   | 87 / 395  | Akhannouch   |

### Élections régionales
| Année | Résultat  | Résultat | Rang | Conseillers | Présidents |
| Année | Voix      | %        | Rang | Conseillers | Présidents |
| ----- | --------- | -------- | ---- | ----------- | ---------- |
| 2015  | 1 318 700 | 19,91    | 2e   | 135 / 678   | 5 / 12     |

### Élections communales
| Année | Résultat  | Résultat | Rang | Conseillers  |
| Année | Voix      | %        | Rang | Conseillers  |
| ----- | --------- | -------- | ---- | ------------ |
| 2009  |           | 21,64    | 1re  | 6015 / 27795 |
| 2015  | 1 333 546 | 21,16    | 1re  | 6662 / 31482 |

## Représentation au sein du gouvernement marocain
Dans le gouvernement Akhannouch (depuis 2021): 
|  | Ministre              | Portefeuille |
|  | --------------------- | --- |
|  | Abdellatif Ouahbi     | Ministre de la Justice                                                                                               |
|  | Fatima-Zahra Mansouri | Ministre de l'Aménagement du territoire national, de l'Urbanisme, de l'Habitat et de la Politique de la ville        |
|  | Younes Sekkouri       | Ministre de l'Inclusion économique, de la Petite entreprise, de l'Emploi et des Compétences                          |
|  | Abdellatif Miraoui    | Ministre de l'Enseignement supérieur, de la Recherche scientifique et de l'Innovation                                |
|  | Leila Benali          | Ministre de la Transition énergétique et du Développement durable                                                    |
|  | Mohamed Mehdi Bensaid | Ministre de la Jeunesse, de la Culture et de la Communication                                                        |
|  | Ghita Mezzour         | Ministre déléguée auprès du chef du gouvernement, chargée de la Transition numérique et de la Réforme administrative |